# Thomas Ender
Thomas Ender (Bécs, 1793.  november 3. – Bécs, 1875. szeptember 28.) osztrák tájképfestő, akvarellista

## Életpályája
Thomas Ender ifjúkorában ikertestvérével, Johann Enderrel részt vett a Metternich által szervezett osztrák Brazília-expedícióban, 1817 – 1818-ban.  1823-tól a Metternich-család szolgálatában állt Salzkammergutban. 1828-ban János osztrák főherceg udvari festője lett és részt vett urával annak keleti és dél-oroszországi útján, 1837-ben. Ezt követően, 1851-ig a bécsi Akadémia (Akademie der bildenden Künste, Wien) professzora volt. Tájképein angol művészek hatása érződik.

## Képgaléria

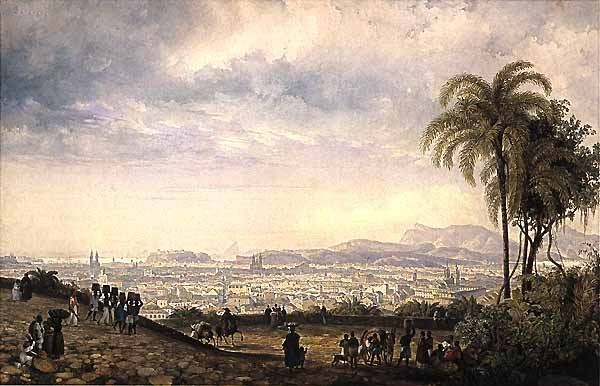
Rio de Janeiro látképe (1817)
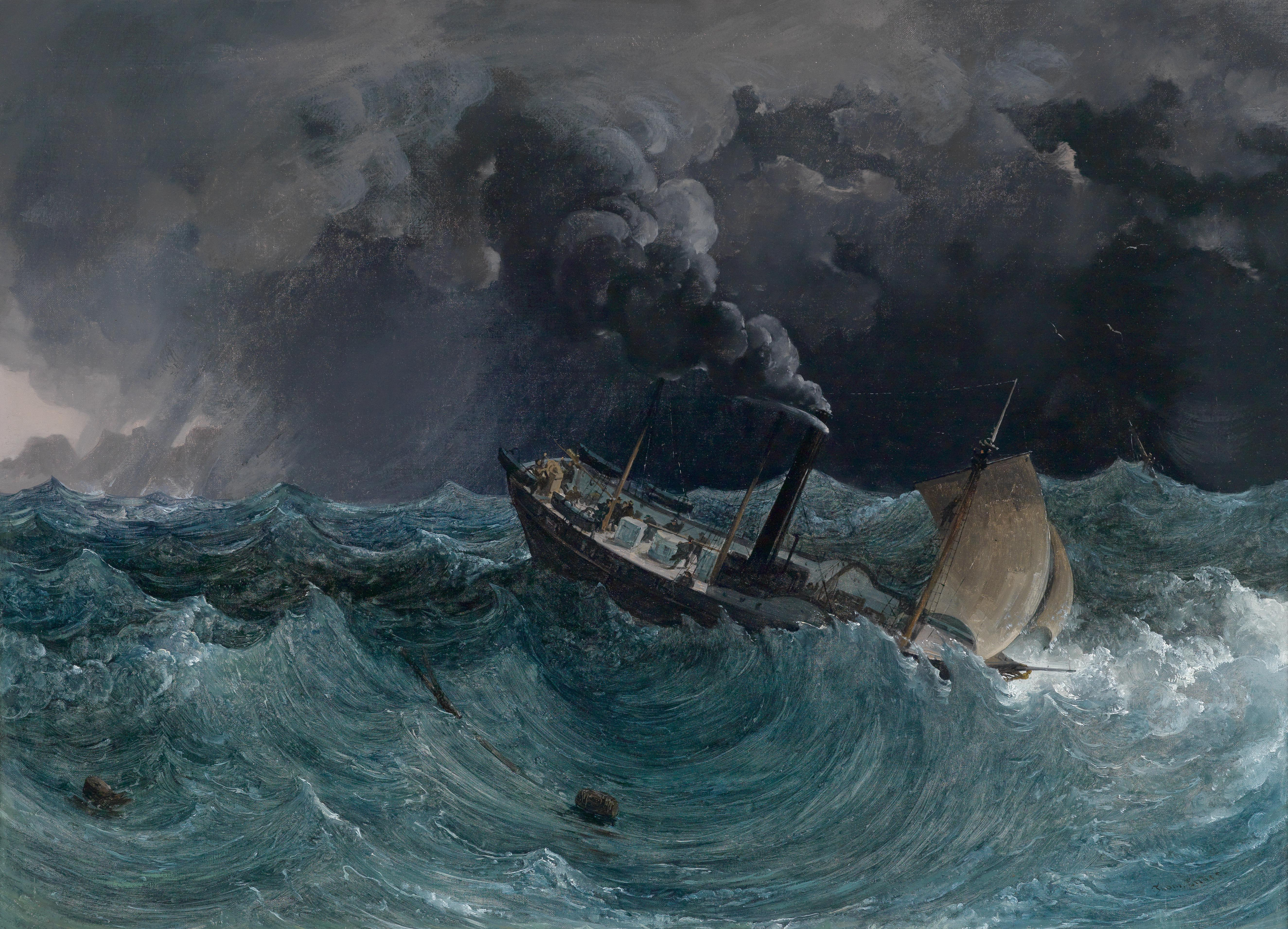
A Marianne gőzhajó viharban a Fekete-tengeren, 1837
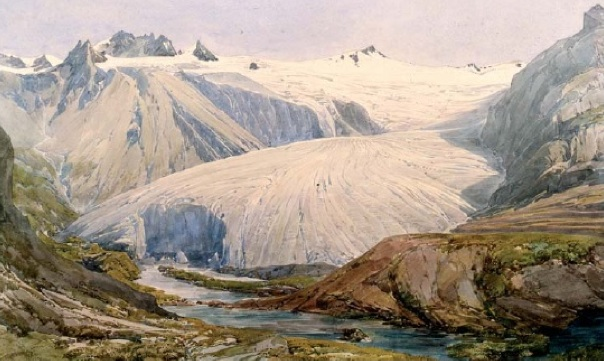
Der Keesboden am Schwarzen Stein, 1841
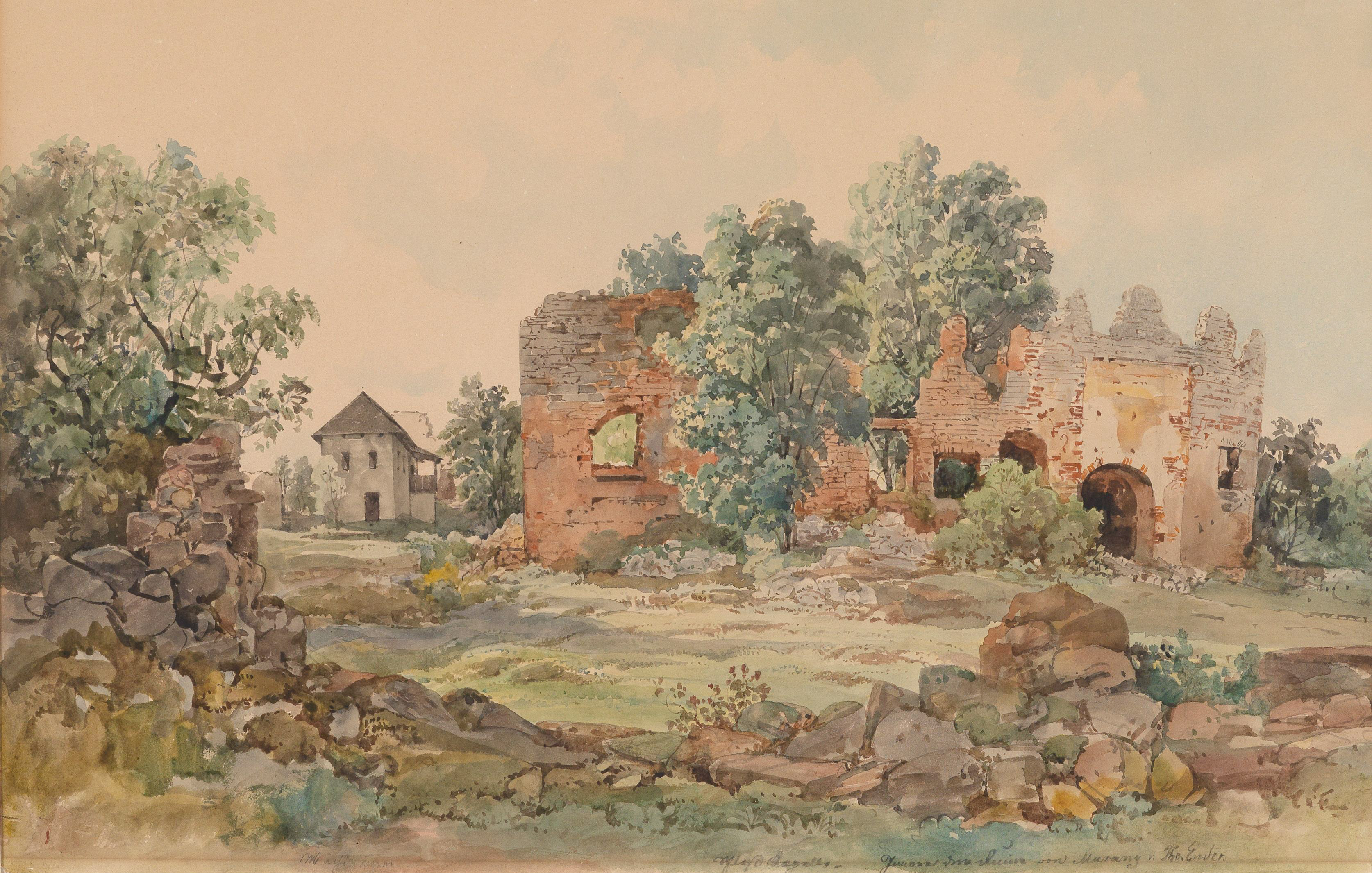
Murány várának romjai, 1860-as évek
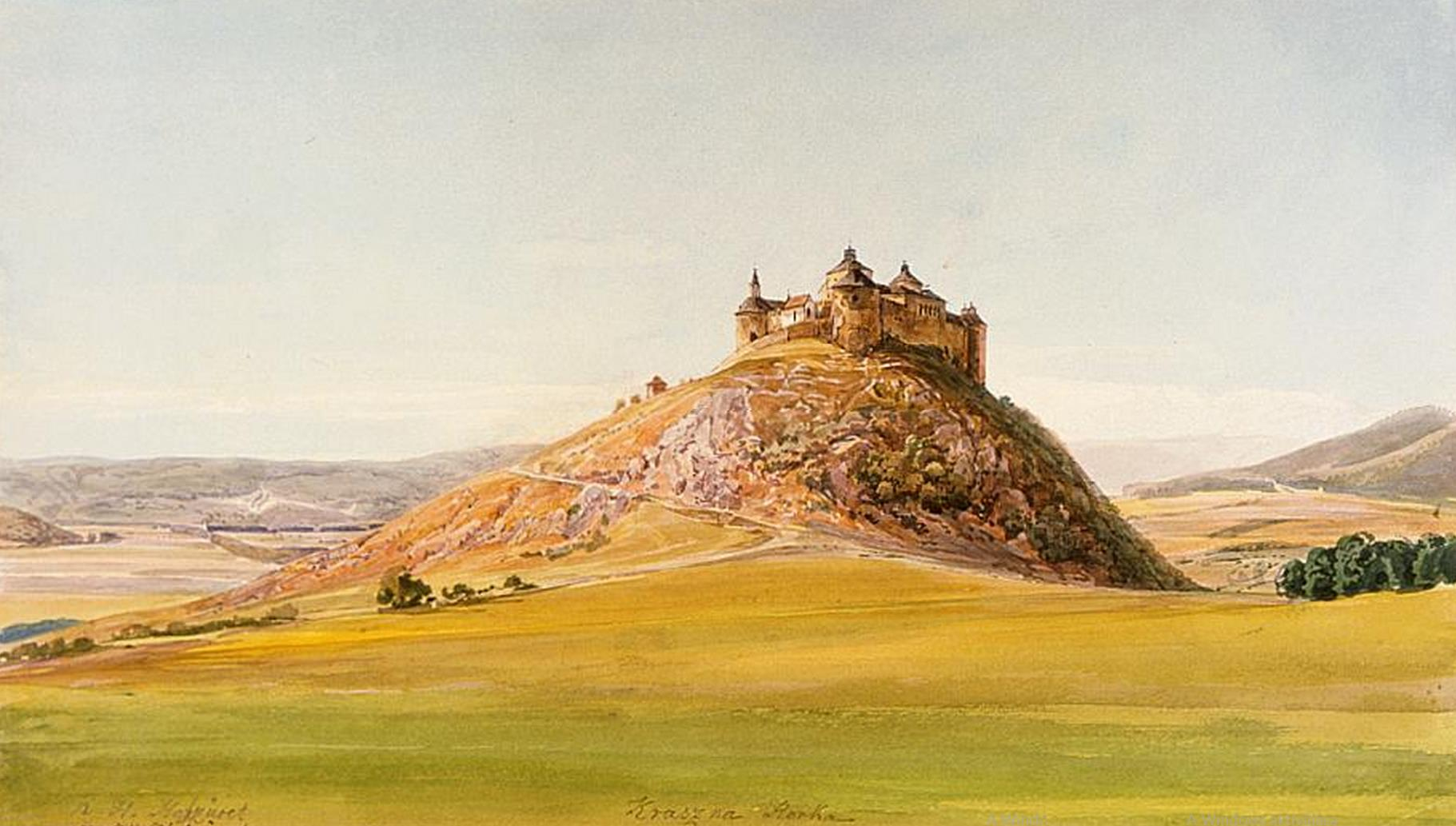
Krasznahorka vára, hátulról, 1860
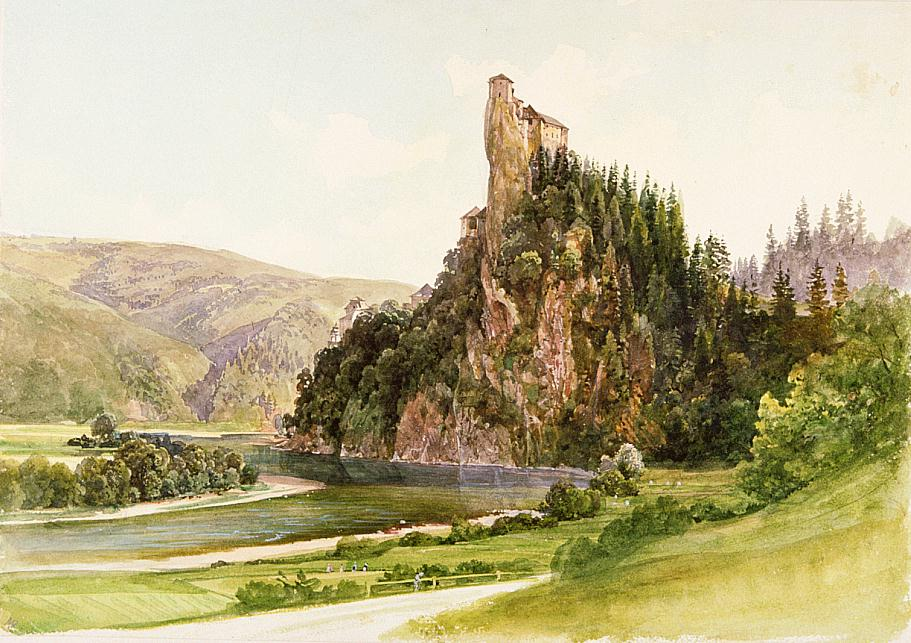
Árva vára, 1860-as évek
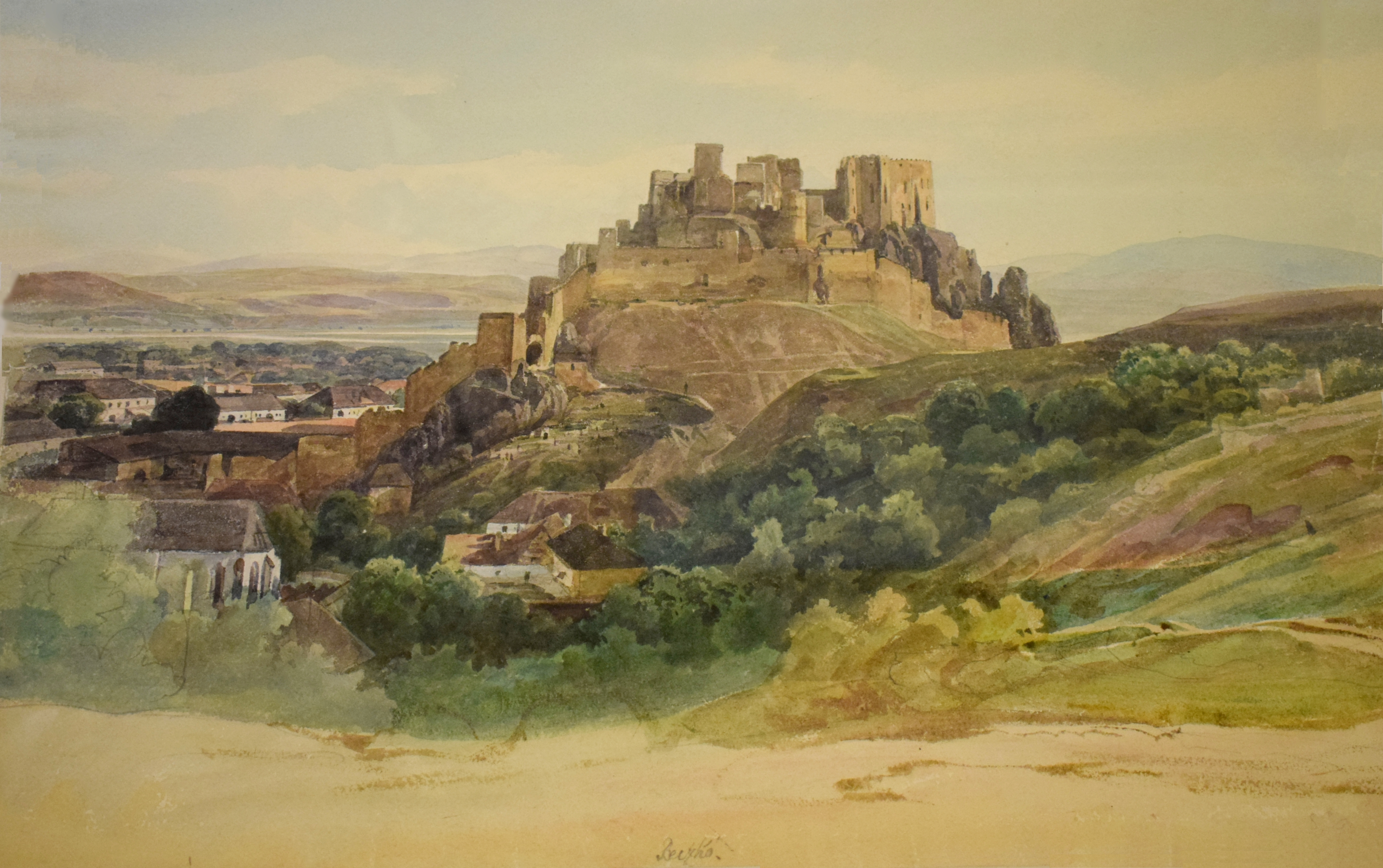
Beckó vára, 1860-as évek
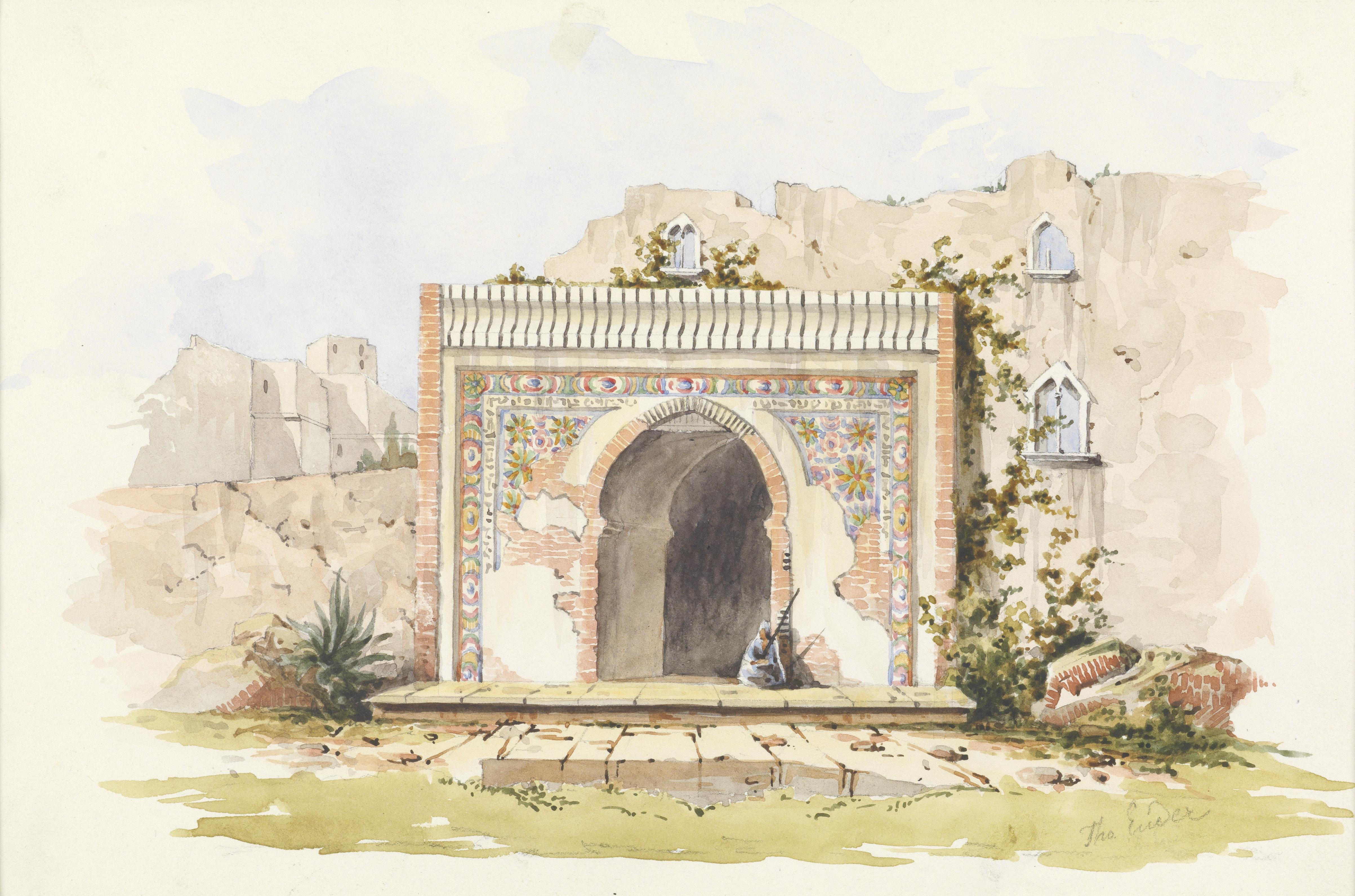
Bab el-Kasbah, Tanger